# عباس قشلاقي
عباس‌ قشلاقي هي قرية في مقاطعة مشكين شهر، إيران. عدد سكان هذه القرية هو 221 في سنة 2006.